# 유원종
유원종(1996년 3월 7일 ~ )는 대한민국의 축구 선수로 현재 울산시민축구단의 부주장이자 수비수로 활약하고 있다.